# بي إم دبليو كيه 1200 جي تي
بي إم دبليو كيه 1200جي تي (بالإنجليزية: BMW K1200GT)‏ هي دراجة نارية من تصنيع بي إم دبليو.